# Batalla de San Gregorio
La batalla de San Gregorio (provincia de Buenos Aires, 22 de enero de 1853) fue un enfrentamiento durante las guerras civiles argentinas, entre las fuerzas de la Confederación Argentina y el Estado de Buenos Aires, que se había separado de aquella por la revolución del 11 de septiembre del año anterior.

## Antecedentes
La batalla de Caseros, que había terminado con el gobierno de Juan Manuel de Rosas, había sido ganada por una amplia alianza, en la que formaban parte los federales del Litoral, los unitarios del interior y de la ciudad de Buenos Aires, y apoyos externos. La organización subsiguiente, en consecuencia, debería surgir de alguna forma de entendimiento entre unitarios y federales. Además, existía un enfrentamiento latente entre los intereses de la provincia de Buenos Aires y las del interior.
Durante los meses que siguieron a la batalla, las provincias del interior llegaron a un amplio acuerdo, con el general Urquiza, a quien dieron el mando provisorio del país y encargaron organizar la Convención Nacional que debería sancionar la Constitución. En cambio, en Buenos Aires, una alianza de unitarios y ex rosistas se negaron a aceptar el acuerdo y rechazaron sus cláusulas en la Legislatura.
Alarmado por el retroceso institucional que esto significaba, el general Urquiza dio un golpe de Estado, disolvió la legislatura porteña, expulsando a los más notorios rebeldes, y asumió personalmente el gobierno. En los dos meses que siguieron, fueron elegidos y se reunieron en Santa Fe los miembros de la Convención.
Pero el 11 de septiembre, cuando Urquiza estaba en viaje hacia Santa Fe para inaugurar sus sesiones, los líderes unitarios derrocaron al gobernador delegado y rechazaron una vez más el Acuerdo. De hecho, se separaron del resto del país, iniciando lo que se llamó el Estado de Buenos Aires; si bien no era formalmente independiente, en los hechos se manejaba como tal. Urquiza quiso volver a la ciudad por la fuerza, pero a los pocos días cambió de idea, e inauguró la Convención sin la presencia porteña. Pero las negociaciones que intentó no resultaron: los dirigentes porteños estaban decididos a no aceptar ninguna organización que no les diera especiales privilegios.
Los porteños organizaron dos ejércitos: uno se estableció en San Nicolás, al mando del General Paz, que pidió permiso para viajar al interior a tratar con los demás gobernadores. Ante la negativa santafesina y cordobesa, comenzó a organizar una invasión a Santa Fe, que nunca se llevaría a cabo.
El otro ejército invadió Entre Ríos en noviembre, dividido en dos cuerpos, uno al mando de Juan Madariaga y el otro de Manuel Hornos. Pero la doble invasión fue derrotada por los entrerrianos.

## El sitio de Buenos Aires
Los jefes de las milicias de campaña de Buenos Aires, en general excolaboradores de Rosas, estaban descontentos con la separación de Buenos Aires de la Confederación Argentina. El Comandante de Campaña, coronel Hilario Lagos, se aseguró el apoyo de casi todos ellos — Ramón Bustos, José María Flores y Jerónimo Costa — y se pronunció contra el gobierno el día 1 de diciembre. En pocos días, dominaron los partidos del interior de la provincia y se dirigieron sobre Buenos Aires. La rápida reacción de las milicias urbanas, dirigidas por Bartolomé Mitre, evitó que la ciudad fuera tomada en el primer asalto.
Las tropas de Lagos rodearon con un cerco militar la ciudad y, en menos de una semana, le impusieron un verdadero sitio. La ciudad sólo podía ser abastecida por el Río de la Plata. Las fuerzas de Lagos controlaban, incluso, varios barrios porteños.
El gobernador Manuel Guillermo Pinto se entrevistó con Mitre y con el coronel Pedro Rosas y Belgrano, el cual le aseguró que contaba con simpatías suficientes en los cantones de frontera sur con los indígenas, como para enfrentar a Lagos desde la retaguardia.

## Las operaciones
El gobernador envió a Rosas y Belgrano con unos pocos acompañantes al puerto del Tuyú, partiendo de Buenos Aires el 8 de diciembre. Y le prometió enviarle en unas pocas semanas un fuerte refuerzo, especialmente de infantería. Entre sus colaboradores se contaban los coroneles Matías Ramos Mejía, Martín Teodoro Campos, Agustín Acosta; a diferencia de Rosas y Belgrano, todos estos habían participado en las luchas contra Rosas, entre los Libres del Sur o en la Coalición del Norte.
Apenas desembarcado, Rosas y Belgrano convocó a los caciques indígenas para que cumplieran sus compromisos de un año antes, en que habían prometido defender a Buenos Aires de un ataque exterior. La noticia de la expedición de Rosas y Belgrano levantó los ánimos de los porteños, mientras que los federales se dedicaron a tratar de detenerlo antes de que reuniera demasiadas fuerzas a sus espaldas.
Rosas y Belgrano reunió varios grupos dispersos, y marchó hasta Dolores, donde logró reunir unos 3.500 hombres blancos y algo más de 1000 indios. Pronto regresó hasta la costa del río Salado, a esperar la prometida expedición naval con armas y municiones. Se instaló cerca de la desembocadura de este río, en su orilla sur, por consejo de Ramos Mejía, que no quería quedar con el río a sus espaldas. No obstante, como el lugar no era adecuado para acampar, poco después cruzaron el río y se instalaron en el "puesto de San Gregorio", apenas un monte de talas y un rancho, pero mejor que la ubicación anterior.
Pero los refuerzos y armas no llegaron nunca: de los cuatro barcos en que debían ser transportados, tres fueron capturados por la escuadra de la Confederación, y el otro encalló. Algunos "chasquis" fueron enviados a avisar a Rosas y Belgrano, pero estos nunca llegaron a destino.
El jefe de la vanguardia del ejército de Lagos, Juan Francisco Olmos, reunió algunos hombres y se estacionó en la Laguna de Lastra — actual estación Monasterio, donde fue repentinamente atacado por las fuerzas de Ramos Mejía, que — aunque con fuerzas inferiores en número — logró causarle 15 muertos y 8 prisioneros. Olmos se retiró en dirección a Chascomús, donde se unió al ejército enviado por Lagos, que iba al mando del coronel Jerónimo Costa. En éste formaban varios oficiales destacados, como Francisco Clavero, Cesáreo Domínguez, Eugenio del Busto y Cayetano Laprida.

## La batalla
Al llegar frente al ejército enemigo, Costa puso a sus tropas al mando del general Gregorio Paz, jefe de su estado mayor. Por su parte, Rosas y Belgrano delegaba el mando de las suyas en el coronel Faustino Velazco, recién incorporado al ejército porteño.
Las tropas de ambos ejércitos formaron en la ubicación tradicional, con sus alas de caballería y su centro de infantería y artillería. Sin embargo, antes de terminar de ubicarse, los indígenas del ejército de Rosas y Belgrano conferenciaron con los indios que venían en el ejército federal; y, de común acuerdo, todos abandonaron el campo de batalla.
Con ese cambio, la situación quedaba ampliamente a favor del ejército de la Confederación: casi exactamente 3 federales por cada unitario. Además, contaban con mucho mejor armamento, mejores mandos intermedios y más experiencia en las tropas. La única ventaja del ejército unitario eran sus mejores y más numerosos caballos.
Paz, que no estaba seguro del número de sus enemigos, inició el ataque con una carga de caballería muy cautelosa. Tanto, que fue fácilmente rechazada por las exiguas infantería y artillería porteñas. Pero cuando el teniente coronel Nicanor Otamendi pretendió contraatacar, sus hombres se negaron a obedecer y lo tomaron prisionero. Pasaron entonces dos horas de expectativa, con los dos ejércitos intentando mejorar sus posiciones, pero cerca de las 11 horas, un tercio de la caballería unitaria desertó, huyendo por las orillas del río Salado.
Viendo la situación, Paz ordenó un ataque general de su caballería, que se llevó por delante al ejército enemigo en minutos. Muchos de los soldados intentaron salvarse lanzándose al río, pero las barrancas de la costa les impidieron terminar el cruce y murieron ahogados; entre ellos estaba el coronel Acosta. Otros, como el coronel Velazco, quedaron encerrados contra las altas barrancas y fueron muertos. Los que fueron alcanzados antes por los oficiales que por los soldados, como Rosas y Belgrano, salvaron su vida y fueron tomados prisioneros. Entre ellos se contaron, también, Ramos Mejía y Otamendi. Sólo muy pocos pudieron escapar, entre ellos el coronel Campos y el joven José Hernández, futuro autor del Martín Fierro.
Al mediodía, la batalla había terminado. Las bajas de ambos bandos por muerte fueron poco numerosas, pero más de la mitad de los efectivos del ejército porteño fueron tomados prisioneros.

## Consecuencias
Los oficiales prisioneros fueron enviados como tales al ejército de Lagos, y los soldados incorporados a las fuerzas de Costa, que se unió también al sitio de Buenos Aires. El sitio de Buenos Aires quedó más reforzado y Lagos cerró el cerco sobre la capital. Poco después se le unieron tropas al mando de Urquiza, y los coroneles Lagos y Costa fueron ascendidos a generales.
Poco después, un consejo de guerra presidido por el coronel Isidro Quesada condenó a Rosas y Belgrano a muerte, a pesar de la defensa que de él hizo el coronel Antonino Reyes. Pero Lagos no quiso cumplir la orden y lo puso en libertad, permitiéndole entrar en Buenos Aires.
Por esos mismos días comenzaba a sesionar la Convención Constituyente de Santa Fe, en la cual estaban representadas todas las provincias, menos la de Buenos Aires.
Los federales organizaron elecciones en los pueblos del interior de la provincia y reunieron una legislatura en San José de Flores. Ésta eligió gobernador al general Lagos.
La pequeña flota de Urquiza logró bloquear la ciudad, al mando del capitán estadounidense John Halstead Coe. Unos pocos buques porteños intentaron enfrentarla, pero sus capitanes fueron sobornados y se pasaron a la Confederación.

## El fin del sitio
El sitio se prolongó por varios meses más, con choques armados casi todos los días. El 1.º de mayo, la Convención de Santa Fe sancionó la Constitución Nacional, pero ésta fue desconocida por Buenos Aires, que no había participado en su sanción.
Si la superioridad numérica estaba del lado de los federales, estos no tenían los recursos económicos que brindaba el puerto de Buenos Aires y su superior organización financiera. La prolongación del sitio hizo caer rápidamente la moral de los soldados, y el capitán Coe — con varios de sus oficiales — fue sobornado para entregar la escuadra de la Confederación al gobierno de Buenos Aires.
El coronel Flores, que se había trasladado a Montevideo, regresó en junio a la provincia y comenzó a sobornar a los oficiales y soldados federales. En pocos días, el desbande fue general. Finalmente, el general Urquiza ordenó la retirada hacia Rosario, seguido por Lagos.
Desde entonces, la Confederación Argentina y el Estado de Buenos Aires funcionaron como dos estados independientes.
Buenos Aires sancionó su propia constitución, que dejaba abierta la posibilidad para una independencia definitiva. Ésta no se produjo debido a la derrota porteña en Cepeda y la consecuente firma del Pacto de San José de Flores. Finalmente, la batalla de Pavón, de 1861, sancionaría la unión definitiva, en provecho de la política hegemónica de los dirigentes porteños.